# UFC 24
UFC 24: First Defense è stato un evento di arti marziali miste tenuto dalla Ultimate Fighting Championship il 10 marzo 2000 al Sudduth Coliseum di Lake Charles, Stati Uniti.

## Retroscena
Il titolo dell'evento "First Defense" era in riferimento al fatto che l'evento stesso doveva ospitare la prima difesa del titolo dei pesi massimi detenuto da Kevin Randleman, che avrebbe dovuto vedersela con Pedro Rizzo, ma causa infortunio il match saltò.
È l'evento che vide l'esordio del primo campione dei pesi medi Dave Menne.
Nella card preliminare Dan Severn si esibì in qualità di arbitro degli incontri.

## Risultati

### Card preliminare
- Incontro categoria Pesi Leggeri:  Shonie Carter contro  Brad Gumm

Carter sconfisse Gumm per decisione unanime.
- Incontro categoria Pesi Massimi:  Scott Adams contro  Ian Freeman

Adams sconfisse Freeman per sottomissione (heel hook) a 3:09 del primo round.

### Card principale
- Incontro categoria Pesi Leggeri:  Jens Pulver contro  David Velasquez

Pulver sconfisse Velasquez per KO Tecnico (pugni) a 2:41 del secondo round.
- Incontro categoria Pesi Leggeri:  Bob Cook contro  Tiki Ghosn

Cook sconfisse Ghosn per sottomissione (strangolamento da dietro) a 1:30 del secondo round.
- Incontro categoria Pesi Leggeri:  Dave Menne contro  Fabiano Iha

Menne sconfisse Iha per decisione unanime.
- Incontro categoria Pesi Medi:  Lance Gibson contro  Jermaine Andre

Gibson sconfisse Andre per KO (ginocchiata) a 3:37 del terzo round.
- Incontro categoria Pesi Massimi:  Tedd Williams contro  Steve Judson

Williams sconfisse Judson per KO Tecnico (colpi) a 3:23 del primo round.